# Charleston Farmhouse

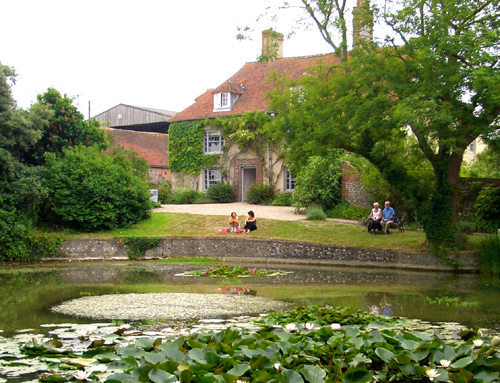
Charleston Farmhouse

Charleston Farmhouse ist ein Landhaus in Firle zwischen Lewes und Polegate in Sussex, England. Es beherbergt ein kleines Museum über die Bloomsbury Group mit einem Garten und einem kleinen Souvenirladen.

## Geschichte des Hauses und Ausstattung

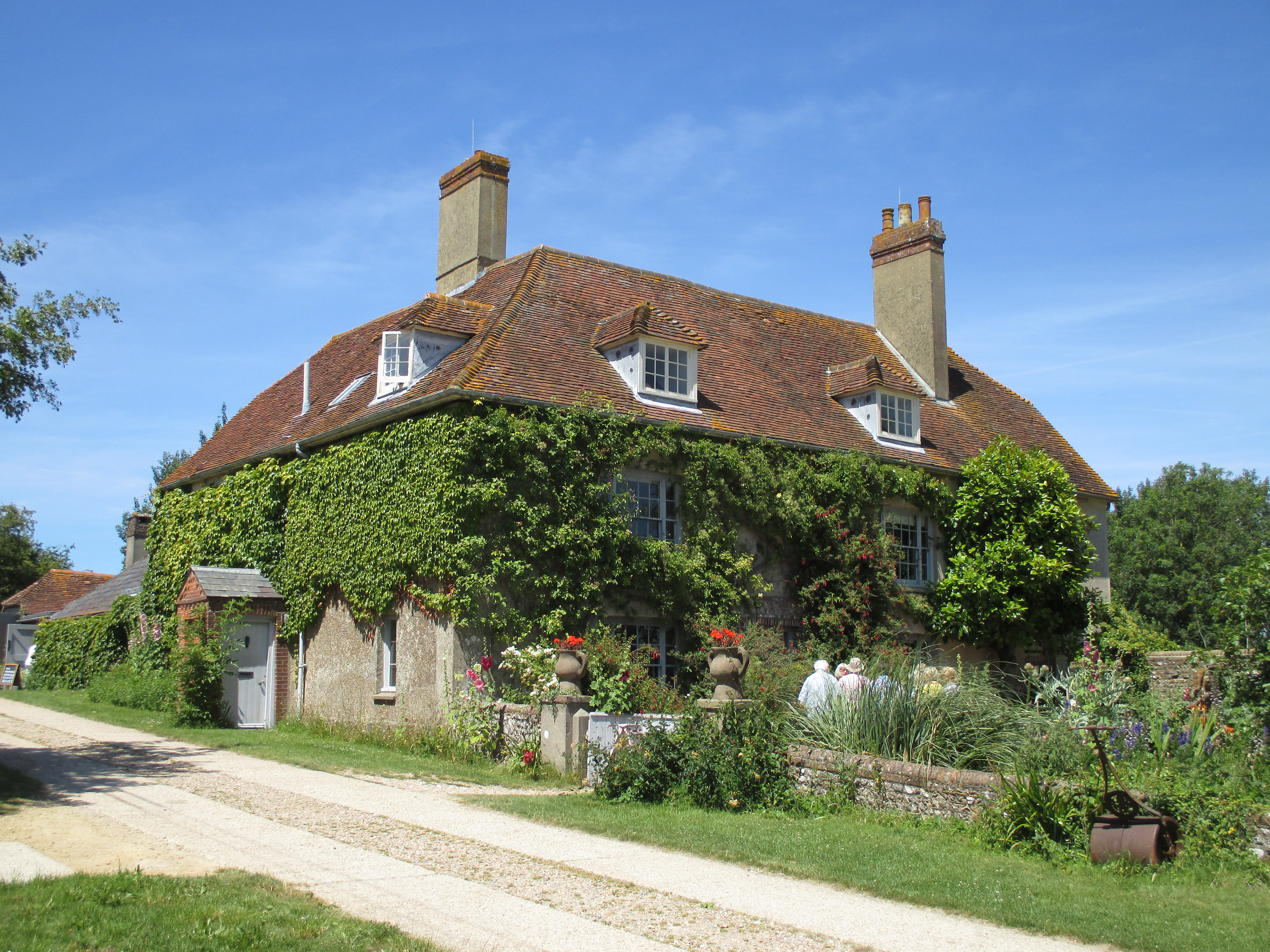
Das Haus von der Straße aus gesehen

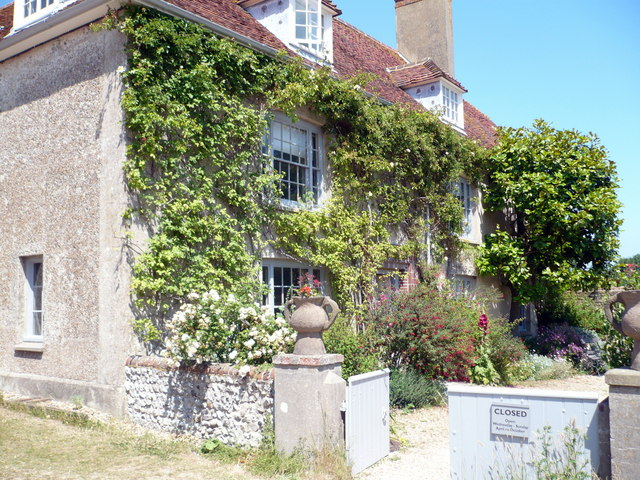
Der Hauseingang

1916 pachteten Vanessa Bell und ihr Geliebter Duncan Grant das Farmhaus und zogen mit den Söhnen Vanessas aus London dorthin. Charleston entwickelte sich zum ländlichen Treffpunkt der Bloomsbury Group, zu deren regelmäßigen Besuchern unter anderem die jüngere Schwester Virginia Woolf und deren Mann Leonard Woolf, der Ökonom John Maynard Keynes, der Schriftsteller E. M. Forster, der Biograph und Essayist Lytton Strachey und der Maler und Kunsttheoretiker Roger Fry gehörten.
Ihre sozialen Standards waren revolutionär für die prüde und nicht selten bigotte Zeit, in der sie lebten. Dies führte dazu, dass sie ein Leben frei von traditionellen sozialen Fesseln lebten. Dies spiegelte sich auch in den Liebesbeziehungen der Bewohner wider, die man aus heutiger Sicht als Beziehungsform der Polyamory zuordnen könnte. Zeitweise wohnten auch andere Mitglieder der Bloomsbury Group im Landhaus, unter ihnen der Liebhaber Duncan Grants, David Garnett, sowie Vanessas Ehemann Clive Bell mit seiner Freundin. Duncan Grants Liebhaber heiratete später Angelica Bell, die gemeinsame Tochter von Vanessa Bell und Duncan Grant.
Die Innenausstattung von Charleston Farmhouse wurde von den Künstlern unter den Bewohnern, vor allem von Vanessa Bell, aber auch von Duncan Grant, in dem ihnen eigenen dekorativen Stil künstlerisch gestaltet, inspiriert von italienischer Freskomalerei und den Post-Impressionisten. So finden sich in einem Raum als Schrankverzierung Motive von Pablo Picasso, wie auch ein gemalter Windhund unter und ein Pfau über dem Fenster. Mehrere Wände und Kaminsimse, wie auch der Esszimmertisch sind mit Kreisen verziert, Vanessa Bells liebstem Motiv. Im Esszimmer hängt ein Bild im Stil von Henri Matisse. Es finden sich bemalte Türen, Badewannen, Betten, selbst gestaltetes Geschirr, Lampen und vieles mehr. Sogar die Fliesen beim Küchenherd sind von einem Mitglied des Hauses, Quentin Bell, einem Sohn Vanessa Bells, angefertigt worden. Mehrere der Stoffe, mit denen die Möbel bezogen sind, wurden selbst entworfen.
Dies alles sind Gründe, weshalb das Haus und die Möbel später als Kunstwerke angesehen wurden und das Farmhaus 1985 vom Charleston Trust erworben wurde.
Heute ist ein immenser Erhaltungsaufwand der ursprünglich nur für den Augenblick, aber nicht für die Ewigkeit gedachten Kunstwerke nötig.

## Veranstaltungen und Ausstellungen
Alljährlich findet im Mai für ein- bis eineinhalb Wochen im Garten des Charleston Farmhouse das vorwiegend literarisch dominierte Charleston-Festival statt. Bisherige Gäste waren dabei unter anderem Peter Bazalgette, Jung Chang, Michael Frayn, Patrick Garland, Stephen Poliakoff, Patti Smith, Sarah Waters, Polly Toynbee und Simon Schama.

Es beherbergt aber auch ein Ausstellungsprogramm, das bis jetzt folgende Künstler miteinschloss: Norman Ackroyd, Stephen Finer, Derek Jarman, Desmond Morris, Tom Phillips, Fotografien von Patti Smith, Sir John Tenniel und anderen.
Des Weiteren gibt es noch ein Event, 'The Quentin Follies', das an einem einzigen Abend stattfindet und dessen Erlös dazu verwendet wird, Kunstwerke der Mitglieder der Bloomsbury-Gruppe zurückzukaufen, die sich in Privatbesitz befinden. 'The Quentin Follies' ist nach Quentin Bell, dem Sohn Vanessa Bells, benannt. Es findet in Form einer stillen Auktion gestifteter Kunstwerke statt, zu dem eine abendliche Varietéshow gehört, deren Bandbreite von Opernauftritten bis hin zu Stand-up Comedy reicht.
Ausgestellt ist auch das Tafelservice berühmter Frauen der beiden Eigentümer.